# Nils Pehrsson i Önnerud
Nils Pehrsson (i riksdagen kallad Pehrsson i Önnerud), född 12 april 1846 i Fryksände församling, Värmlands län, död där 3 februari 1936, var en svensk lantbrukare, hemmansägare och politiker.
Pehrsson var ledamot av riksdagens andra kammare 1888–1890, invald i Fryksdals domsagas valkrets i Värmlands län.